# Yeongwol-gun
Yeongwol-gun (koreanska: 영월군) är en landskommun i Sydkorea. Den ligger i provinsen Gangwon, i den centrala delen av landet, 140 km sydost om huvudstaden Seoul.

## Administrativ indelning
Kommunen är indelad i två köpingar (eup) och sju socknar (myeon): 
Buk-myeon,
Gimsatgat-myeon,
Hanbando-myeon ,
Jucheon-myeon,
Mureungdowon-myeon,
Nam-myeon,
Sangdong-eup,
Sansol-myeon och
Yeongwol-eup (centralort).